# 国鉄3005形蒸気機関車

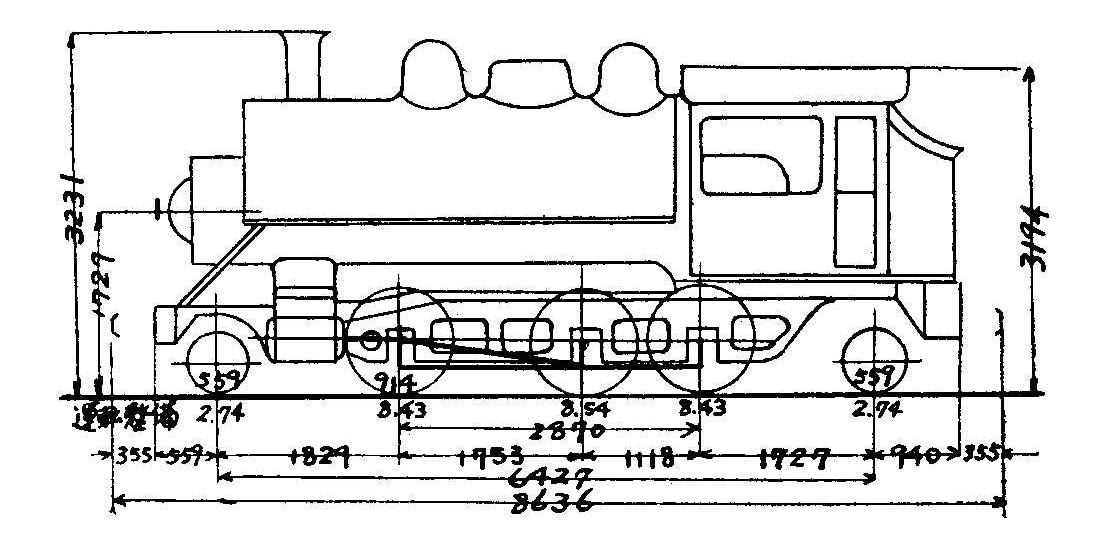
形式図

3005形は、かつて日本国有鉄道の前身である鉄道省に在籍した、タンク式蒸気機関車である。

## 概要
もとは樺太庁鉄道が、1912年（大正元年）9月にアメリカ合衆国のアメリカン・ロコモティブのクック工場から1両（製造番号51443）を輸入した、車軸配置2-6-2(1C1)、2気筒単式の飽和式蒸気機関車である。水槽をボイラーの上に鞍形に載せたサドルタンク機で、日本のサドルタンク機としては最大のものである。運転室は当初、側面に大きな開口部を持っていたが、酷寒地での使用のため開口部を減じ、ガラス戸と扉が設けられた。
本車は予算の関係か、1914年（大正3年）3月31日までは輸入代理店の三井物産所有として借上げ使用されたが、同年4月1日に正式購入し、樺太庁鉄道の所有となった。
形式番号は1形（1）と称し、これは1943年（昭和18年）の南樺太の内地編入にともなう鉄道省移管まで変わらなかった。鉄道省移管後は、3005形（3005）に改称された。この機関車は、軌間600mmの軍用鉄道を内地と同じ軌間1,067mmに改軌する工事用に導入されたもので、1937年（昭和12年）には北真岡に配置されていたのが確認されている。その後、施設部敷香派出所の配属となり、樺太東線の敷香 - 気屯間の延伸工事に従事した。1945年（昭和20年）のソビエト連邦軍による樺太占領により接収され、その後の消息は明らかでない。

## 主要諸元
- 全長：8,636mm
- 全高：3,231mm
- 全幅：2,133mm
- 軌間：1,067mm
- 車軸配置：2-6-2(1C1)
- 動輪直径：914mm
- 弁装置：スチーブンソン式アメリカ型
- シリンダー（直径×行程）：330mm×457mm
- ボイラー圧力：11.6kg/cm2
- 火格子面積：1.2m2
- 全伝熱面積：51.4m2
  - 煙管蒸発伝熱面積：45.8m2
  - 火室蒸発伝熱面積：5.6m2
- 小煙管（直径×長サ×数）：51mm×3,048mm×94本
- 機関車運転整備重量：30.88t
- 機関車空車重量：25.5t
- 機関車動輪上重量（運転整備時）：25.4t
- 機関車動輪軸重（第2動輪上）：8.43t
- 水タンク容量：4.4m3
- 燃料積載量：0.63t
- 機関車性能
  - シリンダ引張力：5,370kg
- ブレーキ装置：手ブレーキ、蒸気ブレーキ